# The Barking Ghost
The Barking Ghost (No Brasil: O Latido do Cão Fantasma e em Portugal: Os Uivos do Fantasma) é um dos livros da série Goosebumps de R.L. Stine.

## Sinopse
Todo mundo diz que o Cooper Holmes tem medo até da própria sombra. E, quando sua família se muda para uma casa no meio da floresta, coisas estranhas realmente começam a acontecer, mas ninguém acredita em um medroso como ele. É que ninguém, além de Cooper, ouviu aquele latido assustador tarde da noite; ninguém mais viu aqueles dois cachorros maus desaparecerem no ar.

## Personagens
- Cooper Holmes (narrador): muito medroso, ele se muda com sua família para uma cidadezinha no Maine. Lá, ele passa por experiências assustadoras envolvendo dois cachorros-fantasmas, uma maldição e uma vizinha muito estranha.
- Margaret Ferguson (Fergie): vizinha de Cooper e sua família, logo se torna a melhor amiga do garoto. No começo, ela aparenta ser muito estranha, mas na verdade só estava pregando uma peça em Cooper.
- Mickey Holmes: irmão mais velho de Cooper, vive irritando o irmão caçula por ele ter medo de tudo e por causa das suas orelhas caídas (por isso ele chama Cooper de "Caidinho" às vezes).No início do livro,os cachorros fantasmas aparecem e Cooper acha que é outra peça boba de Mickey. No final, Cooper consegue se vingar do irmão pregando uma "peça" nele.
- Sr. e Sra. Holmes: pais de Cooper e Mickey, têm que se mudar pois a sra. Holmes foi transferida no emprego. Eles sempre têm que lidar com os filhos, que sempre estão brigando. Não dão o menor crédito ao Cooper quando ele fala sobre os cachorros-fantasmas.
- Cães Fantasmas: dois labradores pretos que só aparecem para Cooper e, depois, para Fergie. Na verdade, há muitos mistérios em relação a esses cães que serão revelados durante a história.

### Personagens citados ou de curta aparição
- Gary e Todd: os melhores amigos de Cooper, eles são apenas citados na história, pois eram vizinhos de onde Cooper morava antes de se mudar e, em momento algum, vão visitar o amigo.
- Sr. e Sra. Ferguson: pais de Fergie.
- Joey e Shirley Martell: vizinhos que acabam se tornando amigos dos pais de Cooper e Mickey.

## Detalhes
- No começo da história, Fergie sussurra "Cachorros" e saí correndo. Todas as vezes que Cooper a questiona sobre isso, ela diz não se lembrar do que disse. E ela realmente não sabia da existência dos Cachorros Fantasmas, como é notado no livro.
- O Twist End (algo como final confuso em inglês) desse livro é um dos mais assustadores da coleção.
- Aviso: Este livro não termina com final feliz